# ABL Space Systems
ABL Space Systems est une entreprise basée à El Segundo, en Californie, constructeur de lanceurs et d'intercepteurs de missiles, ainsi que de systèmes de lancement utilisant la technologie de commande numérique par ordinateur et l'impression 3D et visant la réduction au minimum des opérations de lancement. L'entreprise fabrique ses composantes aux États-Unis. Harry O'Hanley est le président-directeur général (PDG) et Dan Piemont est le directeur administratif et financier d'ABL Space Systems.
L'entreprise a d'abord développée le lanceur orbital RS-1. Cependant, un an après un premier essai infructueux en 2023, l'entreprise se réoriente vers la fabrication d'intercepteur de missiles.

## Histoire
ABL Space Systems a été fondée en 2017 par Harry O'Hanley et Dan Piemont, anciens employés de SpaceX et de Morgan Stanley. L'entreprise développe RS-1, un lanceur à deux étages. Celui-ci offrira une capacité maximale de 1 350 kg de charge utile en orbite terrestre basse.
En 2018, ABL Space Systems a signé un bail avec le comté de Camden, en Géorgie, pour de futures opérations à la base de lancement de Camden (en).
En 2019, la société a signé une entente avec le Spaceport America au Nouveau-Mexique pour y implanter ses opérations et ses installations de test.

## Essais
En 2019, ABL Space a effectué avec succès des tests de son moteur-fusée E2 à ses installations d'essai à Spaceport America, au Nouveau-Mexique.
Début 2020, le Laboratoire de recherche de l'Armée de l'air américaine s'est associé à ABL Space Systems pour tester et développer des composants pour la propulsion de fusées. En octobre 2020, le second étage avec un moteur-fusée E2 a été testé à la Edwards Air Force Base.
Le 19 janvier 2022, une anomalie lors des essais au Mojave Air and Space Port a entraîné la destruction du second étage de la fusée RS1, ce qui a ensuite été confirmé par le président d'ABL Space Systems. Le 27 janvier, l'origine de l'anomalie a été révélée par le PDG d'ABL, Harry O'Hanley, comme étant une défaillance de l'une des turbopompes du moteur E2 Vacuum du second étage qui a conduit à un incendie important à l'arrière du véhicule et entraînant sa destruction environ 20 secondes plus tard.
Un nouveau second étage de la fusée RS1, fabriqué en trois semaines, a passé avec succès des tests de certification par la mise à feu de son moteur-fusée en mai 2022. Le premier étage conduit également avec succès un test de certification le 9 juillet 2022.

## Lancements prévus

### Vol inaugural
Le premier vol de RS1 a lieu le 10 janvier 2023 depuis le Pacific Spaceport Complex sur l'île Kodiak et se conclut par un échec. Un deuxième vol était prévu en 2024, mais n'a jamais eu lieu.

### Écosse
Le 7 février 2021, Lockheed Martin Royaume-Uni a annoncé un contrat avec ABL pour lancer la mission UK Pathfinder (6 CubeSats) en 2022, depuis la base de lancement de SaxaVord sur l'île d'Unst, en Écosse,. Le lancement a été reprogrammé pour 2023 en raison de l'explosion du second étage lors d'un test en janvier 2022 et de délais pour l'obtention d'une licence de vol.

### Saint Marys (Géorgie)
En 2018, ABL a obtenu un contrat avec la ville de Saint Marys, en Géorgie, dans le comté de Camden, pour utiliser l'ancien aéroport de St. Marys comme site de lancement. L'ancien aéroport est situé à environ 7 kilomètres de la côte est de l'île de Cumberland, en Géorgie et ferait partie de la zone de la base de lancement de Camden (en), annulée en 2023.

### Kuiper
Le 1er novembre 2021, Amazon a dévoilé que les deux premiers prototypes de satellites de la mégaconstellation Kuiper, KuiperSat-1 et KuiperSat-2, seraient lancés par la fusée RS1 au courant du quatrième trimestre 2022. En date d'octobre 2022, les deux prototypes doivent désormais être lancés par la fusée Vulcan lors de son vol inaugural au premier trimestre de 2023. Les retards de développement de ce nouveau lanceur font à nouveau changer les plans et c'est finalement une Atlas V qui lance ces satellites en octobre 2023. Amazon maintient le contrat avec ABL pour le lancement de 2 satellites Kuiper à une date ultérieure.

## RS1
En 2019, ABL prévoyait une première version de la fusée RS1 avec trois moteurs-fusées E1, chacun produisant une poussée d'environ 186 kN pour propulser le premier étage de la fusée. Un seul moteur E2, avec une poussée d'environ 57 kN, serait utilisé sur le second étage de la fusée. Les deux moteurs utiliseraient de l'oxygène liquide et du kérosène.
La fusée RS1 a une hauteur de 12 m et chaque étage est propulsé par le moteur-fusée E2 d'ABL, neuf pour le premier étage et un dans le second étage. Ils sont alimentés au kérosène RP-1 et à l'oxygène liquide (LOX). Chaque lancement devrait coûter 12 millions de dollars américains.
Le système de lancement conteneurisé et la fusée peuvent être déployés et lancés à partir d'un site convenablement plat, les principales exigences étant l'accès pour les camions capables de transporter des conteneurs de 16 m (pour le premier étage RS-1) et un socle plat en béton de 46 m x 15 m.
Le premier vol de la fusée RS1 a eu lieu le 10 janvier 2023, et s'est soldé par un échec. La firme a reçu en 2020 des contrats d'une valeur de 44.5 millions de dollars américains de la part de l'U.S. Air Force, ainsi que du financement privé totalisant 49 millions de dollars américains. Selon Dan Piemont, le contrat de 44.5 millions de l'Air Force inclut une entente d'un an avec l'entreprise technologique incubatrice AFWERX pour faire la démonstration de technologies de lancement et une entente avec le Space Entreprise Consortium du Space and Missile Systems Center pour conduire la démonstration de trois lancements d'une variante du lanceur RS1 ainsi que d'infrastructures mobiles au sol en 2022.